# Відруб
Відруб (рос. Отруб) — у період здійснення Столипінської реформи — земельна ділянка, що виділялася селянинові на правах особистої власності без перенесення садиби (житлового будинку та господарських споруд). В Україні широкого поширення не набула.
На початку XX століття масштабні селянські хвилювання в Російській імперії змусили владу шукати шляхи вирішення аграрного питання в країні. Об'єктивно можливими були два способи аграрної реформи. Перший спосіб вів до збереження поміщицьких володінь і знищенню селянської громади. Другий шлях вів до анулювання поміщицького землеволодіння і націоналізації земельних угідь. В період 1906 -1912 рр. Столипінська аграрна реформа була здійснена за першим способом. Особливо успішною вона була на Півдні України. У процесі впровадження земельних реформ і виникло поняття «відруб». Це слово раніше рідко зустрічалося в мові, але на початку століття його значення знали всі селянські господарства імперії.